# Liste der Landschaftsschutzgebiete im Land Salzburg
In Salzburg gibt es 53 Landschaftsschutzgebiete, die auf Grund einzelner Landschaftsschutzgebiets-Verordnungen ausgewiesen sind (Stand Jänner 2018).
| Foto |  | Name                                          | ID        | Bezirk                               | Standort                                    | Beschreibung | Fläche    | Datum      |
| ---- |  | --------------------------------------------- | --------- | ------------------------------------ | ------------------------------------------- | --- | --------- | ---------- |
| 1    |  | Ameisensee                                    | LSG000001 | Hallein                              | Abtenau Standort                            | Der Ameisensee ist ein idyllischer, in ein Waldgebiet eingebetteter Kleinsee. Seine Besonderheit ist der harmonische Kontrast zwischen der Wasserfläche und dem umgebenden, grünen Waldgürtel. Auf Grund der natürlichen Wasserspiegelschwankungen zeichnen den See strukturreiche Uferzonen aus. | 106,69 ha | 01.10.1971 |
| 1    |  | Egelsee bei Abtenau                           | LSG00002  | Hallein                              | Standort                                    | Der Eglsee (Egelsee), ein Verlandungssee, liegt eingebettet in eine Mulde mit einem breiten Schilfgürtel, anschließendem Seggensumpf und Feuchtwiesen. Die noch relativ ursprüngliche Wiesenlandschaft wurden im Osten entwässert und eine Fichtenmonokultur angepflanzt. Die Feuchtwiesen werden teilweise noch händisch gemäht und zeigen eine außergewöhnliche Vielfalt an seltenen Pflanzen der Feucht- und Moorvegetation, wie z. B. zahlreiche Orchideengewächse. Unter den Amphibien sind Gras- und Wasserfrosch vertreten, an Vögeln Zwergtaucher, Rohrammer, Braunkehlchen u. a. | 126,15 ha | 01.10.1971 |
| 1    |  | Seewaldsee                                    | LSG00003  | Hallein                              | Sankt Koloman Standort                      | Der zwischen Almmatten und Wirtschaftswäldern in einer Beckenlage liegende See weist Verlandungszonen, Moorbereiche und Streuwiesenbestände auf. Das Gebiet ist durch ein weitläufiges Wandernetz gut erschlossen. In der den begleitenden Seggengürtel und Streuwiesen, Schwingrasen und Moor-/Sumpfbereichen sind die Gelbe Teichrose, Sonnentau, Augentrost und Pfeifengras zu finden. | 143,73 ha | 01.09.1965 |
| 1    |  | Wiestalsee                                    | LSG00004  | Hallein                              | Standort                                    | Der Wiestalstausee im tief eingeschnittenen Almbachtal ist ein beliebtes Wildbadegebiet. Umgeben wird er von Mischwald, im Norden gibt es eine Verlandungszone des einmündenden Weißbachs. Die bruchwaldartige Verlandungszone weist Weiden-, Erlen- sowie Schilf- und Seggenbestand auf. Im Bereich der Staumauer oberhalb der Landesstraße ist eine kleine Graureiherkolonie. Daneben gibt es im Bereich des Stausees noch Stock- und Reiherenten, Blässhühner sowie Bachstelzen. | 570,67 ha | 27.08.1960 |
| 1    |  | Eibensee                                      | LSG00005  | Salzburg-Umgebung                    | Standort                                    | Der in Kalkberge eingebettete Gebirgssee weist Steilstufen und naturbelassene Uferbereich auf. Das Gebiet ist durch Forststraßen erschlossen und bietet sich für erholsame Wanderungen an. Die umgebende Vegetation ist ein Fichten-Tannen-Buchen Waldgebiet. | 127,76 ha | 26.08.1971 |
| 1    |  | Filblingsee                                   | LSG00006  | Salzburg-Umgebung                    | Standort                                    | Der See liegt in einer Karstsenke. Er ist umgeben von Wirtschaftswäldern und weist eine interessante Verlandungs- und Schwimmblattzone auf. Die Naturlandschaft ist durch Wanderwege gut erschlossen. Die umgebenden Wirtschaftswälder weisen einen Besatz mit Fichte, Buche und vereinzelt Tanne auf. Nordwestlich zieht im vernässten Unterhang ein Erlenbruchwald fast bis an den Uferbereich. Die Verlandungs- und Schwimmblattzone weist Schilf- und Seggenbestände auf. Vorkommen der gelben Teichrose. | 107,92 ha | 26.08.1971 |
| 1    |  | Hintersee                                     | LSG00007  | Salzburg-Umgebung                    | Faistenau Standort                          | → Hauptartikel : Hintersee (Osterhorngruppe) f1 | 342,95 ha | 12.04.1941 |
| 1    |  | Lugingersee                                   | LSG00008  | Salzburg-Umgebung                    | Anthering, Elixhausen, Bergheim Standort    | Die Verlandungszonen der beiden Moorseen Lugingersee und Raggingersee liegen im stark strukturierten, hügeligen Alpenvorland. Die Seen sind von Natur- und Kulturlandschaft umgeben, bestehend aus landwirtschaftlichen Wiesenflächen, Waldungen und kleinen Weilern. | 115,41 ha | 26.08.1971 |
| 1    |  | Wallersee                                     | LSG00009  | Salzburg-Umgebung                    | Standort                                    | → Hauptartikel : Wallersee f1 | 12 km²    | 06.08.1957 |
| 1    |  | Böndlsee                                      | LSG00010  | St. Johann                           | Standort                                    | Der Böndlsee (veraltet auch Pendlsee) befindet sich in einer natürlichen Muldenlage auf der das Salzachtal begleitenden Mittelgebirgsterrasse. Der See ist in die bäuerliche Kulturlandschaft eingebettet und weist auf der Westseite einen Schwingrasen (Übergangsmoor, Verlandungszone) auf, während die restliche Uferzone aus Wiesen mit kleinen Wasserzuläufen besteht. Der Böndlsee bietet durch die Badenutzung in Natur- bzw. Kulturlandschaft einen hohen Erholungswert. Das Übergangsmoor weist mit Torfmoos, Moorbirke, Seggen und Sonnentau typische Pflanzenarten der Moorvegetation auf. Dominanter Vogel ist die Stockente. | 102,55 ha | 06.08.1957 |
| 0 BW |  | Hakarsee                                      | LSG00012  | St. Johann                           | Untertauern Standort                        | Der Hakarsee ist ein abgeschiedener Karsee, im Gebiet rundum gibt es extensiv weidebeeinflussten Fichten-Lärchenbergwald sowie Zwergstrauchheiden. Die extensive Almbewirtschaftung erzeugt eine alpine Kulturlandschaft, die im Zusammenhang mit der Naturlandschaft des Sees in einer besonders landschaftlichen Schönheit resultiert. Neben Flecken mit Almvegetation treten Zwergstrauchheiden mit Alpenrosen und Heidelbeerpflanzen auf. Hangabwärts folgt lockerer Wald mit teils sehr altem Fichten- und Lärchenbestand. In den höheren Lagen des Schutzgebiets kommen das Alpenschneehuhn, Hausrotschwanz und der Turmfalke vor, im Übergang zum Wald finden sich mit Weiden-, Hauben- und Tannenmeise sowie dem Fichtenkreuzschnabel für den Nadelwald typische Arten. | 91,32 ha  | 26.08.1971 |
| 1    |  | Oberhüttensee                                 | LSG00013  | St. Johann, Tamsweg                  | Standort                                    | | 86,38 ha  |            |
| 1    |  | Tappenkarsee                                  | LSG00016  | St. Johann                           | Standort                                    | | 236,45 ha |            |
| 1    |  | Jägersee                                      | LSG00018  | St. Johann                           | Standort                                    | Die landschaftsbildprägende, fast unberührte Verlandungszone am Südufer des Sees erstreckt sich 80 m landeinwärts. An den Talflanken befinden sich Weideflächen, dazwischen Waldgebiete mit Fichten und Lärchen. Am Ufer kommen Ried- und Wollgräser vor. Der See hat eine bedeutende Kleintierfauna. | 135,68 ha | 28.08.1960 |
| 1    |  | Hundsteinsee                                  | LSG00023  | Zell am See                          | Bruck an der Großglocknerstraße Standort    | Der subalpine Karsee in den Dientener Bergen liegt unterhalb des 2117 m hohen Hundsteins auf einer Höhe von 1891 m. Er ist durch das alljährlich in der Nähe stattfindende, traditionelle Ranggeln bekannt. | 101,71 ha | 01.08.1971 |
| 1    |  | Aigner Au                                     | LSG00026  | Salzburg                             | Salzburg Standort                           | Die Aigner Au ist ein Restbestand der ehemals großen, die Salzach begleitenden vielfältigen Aulandschaft. Der Wald ist Naherholungsraum für die Bewohner der Stadt Salzburg. Dominierende Bäume dieses Hartholzauwaldes sind Esche, Berg-Ahorn, Winterlinde, Grau-Erle, Bergulme und Stieleiche. Bemerkenswert ist der hohe Totholzanteil. Im Frühjahr blühen die typischen Auwaldarten Gelbstern, Blaustern und Frühlingsknotenblume. | 11,28 ha  | 09.09.1976 |
| 0 BW |  | Brucker Zeller Moos                           | LSG00027  | Zell am See                          | Bruck an der Großglocknerstraße Standort    | Das Moos wurde immer wieder bei Hochwässern überflutet. Durch die Entwässerungen und die Begradigung der Salzach hat sich das Moos verändert. Die umgebenden Feuchtwiesen werden heute intensiv genutzt. | 24,24 ha  | 16.12.1975 |
| 0 BW |  | Bundschuhtal                                  | LSG00028  | Tamsweg                              | Standort                                    | Sanfte Geländeformen prägen das Bundschuhtal im Lungauer Nockgebiet, einem Hochgebirgstal im Südosten Salzburgs. Das Dreiländereck Salzburg, Kärnten und Steiermark markiert der Bergstock des Königstuhls. Das Bundschuhtal war einst ein weiträumiges Bergbaugebiet (Eisenerz), das Anfang des 20. Jahrhunderts endgültig stillgelegt wurde. Das Bundschuhtal ist reich am Almen und hat ein gut ausgebautes Wegenetz. 1977 erfolgte die Herausnahme des Naturschutzgebiets Rosanin. | 22 km²    | 05.10.1973 |
| 1    |  | Gasteiner-Tal                                 | LSG00029  | St. Johann                           | Standort                                    | Dieses Schutzgebiet besteht aus dem Kötschachtal, dem Anlauftal und dem Naßfelder Tal. Es ist sehr gut touristisch erschlossen. Sportgastein ist für den Wintersport bekannt, während das naturbelassene, hintere Naßfeld im Sommer zum Wandern genutzt wird. 1983 erfolgte durch die Auslagerung des Nationalparks Hohe Tauern eine Verkleinerung des Landschaftsschutzgebietes. | 44 km²    | 29.05.1978 |
| 0 BW |  | Göll-Hagen-Hochkönig-Steinernes Meer          | LSG00030  | Hallein, St. Johann, Zell am See     | Standort                                    | Kuchl, Golling a.d.S. ; Werfen ; Mühlbach a.H. : Lofer, Saalfelden a.St.M, St. Martin b.L. ; 7 Ergänzungsflächen zu ESG/NSG Kalkhochalpen (AT3211012/ESG00009, 00012) | 37 km²    | 15.09.1953 |
| 0 BW |  | Felbertal Ammertal Dorferöd                   | LSG00031  | Zell am See                          | Standort                                    | Das Schutzgebiet zieht sich über das Felbertal, das Dorferöd und Ammertaleröd. Das Felbertal, ein almenreiches Seitental des Salzachtales, wurde vom Felberbach geformt und steigt zum Hintersee im Trogschluss an. Oberhalb des Talschlusses liegt ein Hochtrog, eine glazial überformte Landschaft. Dorferöd und Ammertaleröd sind Waldbereiche mit Fichten- und Zirbenbeständen. | 98 km²    | 09.09.1960 |
| 0 BW |  | Hüttschlager Talschlüsse                      | LSG00032  | St. Johann                           | Standort                                    | Die Hüttschlager Talschlüsse der Großarler Ache, das Schöder-, Hubalm- und Reitalpental zeigen kaum anthropogene Einflüsse. Das Landschaftsbild ist durch zahlreiche Wasserfälle geprägt. | 35 km²    | 13.06.1978 |
| 1    |  | Kapuzinerberg                                 | LSG00033  | Salzburg                             | Salzburg Standort                           | Die Besiedlung des Höhenrückens des Kapuzinerbergs geht auf vorgeschichtliche Zeit zurück, im Dreißigjährigen Krieg wurde der Berg in den Verteidigungsgürtel der Stadt Salzburg eingegliedert. Heute ist der Kapuzinerberg ein Naherholungsgebiet für die Salzburger. Die ausgedehnten Waldflächen sind mit einem gut ausgebauten Wegenetz ausgestattet, entlang der alten Stadtbefestigung ergeben sich Aussichten auf die Altstadt und die Festung. Das Plateau ist großteils mit Buchenwald bedeckt. In den nordseitigen, schattig-kühlen Felswänden gedeihen verschiedene Alpenpflanzen (Aurikel, Almrausch), während auf den Südflanken des Berges ein artenreicher Edelholz-Laubmischwald gedeiht. Die alten Teiche sind Laichgewässer für seltene Amphibien. Erwähnenswerte Brutvögel sind der Kolkrabe und der Uhu. Seit 1952 besteht auf dem Berg eine Gämsengruppe. | 75,46 ha  | 05.09.1973 |
| 0 BW |  | Königsleiten-Salzachursprung-Nadernach        | LSG00034  | Zell am See                          | Standort                                    | Das Gebiet im westlichsten Teil der Salzburger Schieferalpen ist in den oberen Lagen durch ausgedehnte Almflächen, unterhalb von 1900 m durch fichtenreiche Bergwälder gekennzeichnet. Unterhalb des Salzachgeier liegt der Ursprung der Salzach. | 35 km²    | 25.12.1964 |
| 0 BW |  | Lahntal                                       | LSG00035  | Zell am See                          | Standort                                    | Das glazial überprägte, mit Moränenmaterial verlegte Tal westlich von Mitterhofen hatte keinen Abfluss mehr. Die einsetzende Wasseraufstauung führte zu Moorbildungen. Der charakteristische Moorkörper ist trotz menschlicher Nutzung durch randliche Drainagierung noch erhalten. Das gestörte Moor weist die typische Moorvegetation mit Arten wie Torfmoos, verschiedene Sauergräser, Seggen und Wollgras auf. Im Feuchtgebiet kommen eine Vielzahl von Schmetterlingen sowie eine reiche Vogelfauna (etwa Braunelle, Drossel) vor. | 209,55 ha | 27.02.1976 |
| 0 BW |  | Lantschfeld-Oberes Murtal-Oberes Zederhaustal | LSG00036  | Tamsweg                              | Standort                                    | Die Naturlandschaft befindet sich im oberen Mur- und Zederhaustal in den Niederen Tauern. Der durch tektonische Prozesse verfaltete und verschuppte Untergrund ist im unteren Bereich von Wald bedeckt, oberhalb befindet sich ein Hochtalsystem aus Almmatten, durchsetzt mit Karen und Karseen. Die Region bietet reiche Wander- und Skitourenmöglichkeiten. Auf die zahlreichen Hänge mit Weidewiesen und subalpinem Fichtenwald folgt mit Zwergstrauchbeständen vermischter Lärchen-Zirbenwald. Auf kalkigem Untergrund siedeln Latschen. Den Abschluss bilden Almmatten die in die Felsregion mit Pioniervegetation übergehen. Auf Kalk- und Silikatböden wächst eine vielseitige Pflanzenlandschaft. Entlang der Wege finden sich Eisenhut, Enziane, Soldanelle, Nelkenwurz und Heidelbeere. Neben der typische Waldfauna mit Rot- und Rehwild, Fuchs, Dachs und Schneehase gibt es in den aufgelockerten Bereichen Auer- und Birkwild, sowie Steinadler. Es gibt rund 320 verschiedene Schmetterlingsarten. | 202 km²   | 05.04.1941 |
| 1    |  | Leopoldskroner Weiher                         | LSG00037  | Salzburg                             | Salzburg Standort                           | Der schon im Spätmittelalter nachweisbare Weiher war Teil des weitläufigen Schlossparkes des erst später erbauten Rokokoschlosses Leopoldskron. Das Gewässer wurde zur Fischzucht verwendet. Nach 1820 diente es auch als Schwimmschule sowie bald auch zur Eis- und Schilfgewinnung. Im späten 19. Jahrhundert wurde der Weiher zu einem wichtigen Naherholungsgebiet, das im Winter gerne zum Eislaufen und Eisstockschießen verwendet wird. An einzelnen Uferabschnitten und auf den drei Inseln sind Sumpfvegetation sowie Röhrichtgesellschaften mit Gemeiner Schwertlilie zu finden. Auf dem See schwimmen Stock- und Mandarinenten, Lachmöwen und Blässhühner. | 81,33 ha  | 16.09.1976 |
| 1    |  | Postalm                                       | LSG00038  | Salzburg-Umgebung, Hallein           | Standort                                    | Seit mehr als 300 Jahren wird auf der Postalm Almwirtschaft betrieben, früher weideten hier die Pferde für die Post. Das wenig zerschnittene Hochplateau in der Osterhorngruppe mit seinen mergeligen Oberalmer Schichten unterliegt einer leichten Verwitterbarkeit, die Landschaft ist daher durch sanfte Hügel geprägt. Die Postalm ist ein beliebtes Erholungs- und Wandergebiet. Außer Weiden, Trittrasen und Lägerfluren treten noch Borstgras-, Blaugras-, Goldhaferrasen, Rhododendron-Heiden und Torfmoosgesellschaften auf. An Gehölzen sind Schlucht- und Fichtenwald sowie Latschengebüsche vorhanden. In den offenen Gehölzbereichen wohnen Birk- und Auerhuhn sowie der Waldkauz, Bussard und Steinadler drehen ihre Runden. Alpenmolch und Grasfrosch kommen in den Feuchtbereichen vor. Hase und Fuchs sagen sich Gute Nacht. | 14 km²    | 01.01.1976 |
| 0 BW |  | Roßfeldstraße                                 | LSG00039  | Hallein                              | Standort                                    | Das Almgebiet am nördlichen Ausläufer des Gölls, der das Halleiner Becken von der „Beckenlandschaft“ des Berchtesgadener Kessels bzw. der geomorphologischen Einheit Berchtesgadener Talkessel trennt, wird von der Rossfeldhöhenringstraße durchquert. Die Gegend ist ein beliebtes Ausflugsziel für Sommer- und Wintersportler. | 49,73 ha  | 02.08.1960 |
| 1    |  | Urstein                                       | LSG00040  | Hallein                              | Standort                                    | Die „Ursteinau“ ist ein Rest der ehemals ausgedehnten Auwälder entlang der Salzach zwischen Pass Lueg und Innmündung. Noch besteht stückweise artenreicher Galeriewald, der als Harte Au nicht mehr jährlich überschwemmt wird. Das einstige Auwaldgebiet ist heute eine strukturreiche Landschaft mit Baggerteichen, Auwaldresten, Gebüschgruppen, Weiden und dem Schlosshügel auf der rechten Seite des Flusses. Die Pflanzenwelt zeichnet sich durch eine beachtliche Artenvielfalt aus: Purpur-Weide, Edelesche, Grau-Erle, Hainbuche, Hasel, Berg-Ahorn, Rote Heckenkirsche, Schwarzer Holunder, Gewöhnliche Haselwurz, Leberblümchen, Kleeblatt-Schaumkraut, Flecken-Aronstab, Seidelbast, Bergulme, Roter Hartriegel, Vogelkirsche, Aufrechte Schlüsselblume, Vierblatt-Einbeere, Wald-Ziest, Echter Seidelbast, Moschuskraut und viele andere Pflanzen mehr sind hier zu finden. An Säugetieren wurden Igel, Steinmarder und der Biber beobachtet, die Vogelwelt ist vielfältig mit z. B. Graureiher, Bunt- und Grünspecht. An Reptilien gibt es Blindschleiche, Zauneidechse und Ringelnatter, an Amphibien Erdkröte und Grasfrosch. | 99,9 ha   |            |
| 1    |  | Obertauern                                    | LSG00041  | St. Johann                           | Untertauern Standort                        | | 42 km²    |            |
| 1    |  | Mönchsberg-Rainberg                           | LSG00042  | Salzburg                             | Standort                                    | | 83,84 ha  |            |
| 1    |  | Zeller See                                    | LSG00043  | Zell am See                          | Standort                                    | | 702,1 ha  |            |
| 0 BW |  | Oberpinzgauer Nationalpark-Vorfeld-LSV        | LSG00044  | Zell am See                          | Standort                                    | | 47 km²    |            |
| 0 BW |  | Rabenstein Kellau                             | LSG00045  | Hallein                              | Standort                                    | | 440,38 ha |            |
| 1    |  | Schafberg-Salzkammergutseen                   | LSG00046  | Salzburg-Umgebung                    | Standort                                    | | 56 km²    |            |
| 1    |  | Leopoldskroner Moos                           | LSG00047  | Salzburg                             | Salzburg Standort                           | zwei Teilflächen auch: Geschützter Grüngürtel (REK); angrenzend: LSG Untersberg (00051) | 656,05 ha |            |
| 1    |  | Irlacher Au                                   | LSG00048  | Salzburg-Umgebung                    | Standort                                    | | 167,15 ha |            |
| 1    |  | Plainberg                                     | LSG00049  | Salzburg, Salzburg-Umgebung          | Standort                                    | | 198,49 ha |            |
| 1    |  | Siezenheimer Au                               | LSG00050  | Salzburg-Umgebung                    | Standort                                    | Schloss Kleßheim und Umgebung, auch Denkmalschutz Ensemble und Garten (Listeneintrag), Geschützter Grüngürtel (REK); | 146,2 ha  |            |
| 0 BW |  | Untersberg                                    | LSG00051  | Salzburg-Umgebung                    | Grödig, Großgmain, Wals-Siezenheim Standort | auch PSG 00001; enthalten: NAP Untersberg (00001); angrenzend: ESG u. LSG Untersberg-Vorland (FFH AT3227000/00017, 00063), LSG Leopoldskroner Moos (00047), MAB Berchtesgadener Land (Entwicklungzone) in Bayern | 44 km²    |            |
| 0 BW |  | Salzburg-Süd                                  | LSG00052  | Salzburg, Salzburg-Umgebung, Hallein | Standort                                    | | 11 km²    |            |
| 1    |  | Fuschlsee                                     | LSG00053  | Salzburg-Umgebung                    | Standort                                    | | 658,65 ha |            |
| 1    |  | Twenger Au                                    | LSG00054  | Tamsweg                              | Standort                                    | | 131,66 ha |            |
| 1    |  | Salzachsee Saalachspitz                       | LSG00055  | Salzburg                             | Standort                                    | Das Erholungsgebiet wird entlang der Saalach und der Salzach durch einen breiten Saum von Hartholz-Auwald, aber auch durch die Parklandschaft rund um die Salzachseen geprägt. Beiderseits von Glanbach und Mühlbach mit ihren naturnah erhaltenen Ufern finden sich von Hecken und Wäldchen aufgelockerte Wiesen und Äcker. Dominierender Baum im Auwald ist die Esche. Neben einer vielfältigen Vogelwelt sind auch mehrfach entlang der Bäche von Bibern gefällte Bäume zu finden. | 184,41 ha | 30.06.1967 |
| 1    |  | Goldegger See                                 | LSG00056  | St. Johann                           | Standort                                    | Das auf einer Terrasse oberhalb des Salzachtales liegende Gebiet rund um den See ist glazial überprägt. Die Hochfläche erfuhr stellenweise Überdeckung mit Moränen und wurde teilweise von interglazialen Schottern unterlagert. So entstanden Mulden, so auch der Goldegger See. Die Kulturlandschaft ist ein Wechsel aus Wald, Wiese, Weide und Acker. Klimatische Vorzüge erlauben die Feldwirtschaft. | 115,77 ha | 06.08.1957 |
| 1    |  | Großglockner Hochalpenstraße                  | LSG00057  | Zell am See                          | Standort                                    | → Hauptartikel : Großglockner-Hochalpenstraße f1 | 717,47 ha | 06.08.1957 |
| 0 BW |  | Tennengebirge                                 | LSG00058  | St. Johann                           | Standort                                    | | 48 km²    |            |
| 0 BW |  | Niedere Tauern                                | LSG00059  | Tamsweg                              | Standort                                    | | 197 km²   |            |
| 0 BW |  | Trumer Seen                                   | LSG00060  | Salzburg-Umgebung                    | Standort                                    | | 15 km²    |            |
| 0 BW |  | Gerhardstein-Hintertal-Weißbacher-Almen       | LSG00061  | Zell am See                          | Standort                                    | | 28 km²    |            |
| 1    |  | Seetaler See                                  | LSG00062  | Tamsweg                              | Standort                                    | Der Landschaftsbereich liegt an einer Wasserscheide zwischen den glazial überprägten Höhen des Überlings und des Sauerfeldberges, am Fuße des Gstoders und ist, Pollenuntersuchungen zufolge, schon seit 5000 Jahren besiedelt. Im Kernbereich liegt der Seetaler See mit seinem breiten Schwingrasengürtel. Ein Zufluss wurde vor einigen Jahren verlegt. Der See selbst wurde durch einen Schwemmkegel aufgestaut. Der den Kernbereich umgrenzende Landschaftsschutzbereich ist von Wirtschaftswäldern und Einödfluren geprägt. Das Gebiet ist gut erschlossen. Das offene Gewässer ist für seine Vielfalt an Zieralgen bekannt, am Ostufer liegt ein Grauerlenbestand, die anderen Randbereiche weisen den größten Bestand an Schwingrasen und Mooren mit unterschiedlichen Vegetationstypen in Österreich auf. Durch die steilen Hänge des Schwarzenbachwaldes im Süden wird die Vegetation des Südufers durch winterliche, nächtliche Kältestaus extremen klimatischen Bedingungen ausgesetzt ist, während der Nordteil durch Sonneneinstrahlung stark erwärmt wird. Im Gebiet kommt der seltene Siebenstern vor. Im Fichten-Tannen-Wald, der den sensiblen Bereich der Kernzone umgrenzt, liegen lebende Hochmoore und Latschenmoore. Das Feuchtgebiet mit den angrenzenden Wiesen- und Gehölzstrukturen bietet für eine Menge von Tierarten Lebensraum. Fledermäuse nutzen die Fels- und Baumhöhlen sowie Altholz und verschiedene Gehölzstrukturen. Im Waldbereich kommen Schwarzspecht und Raufußhühner (Hasel-, Auerhuhn) vor. Die nassen Flächen sind Laichgewässer für Amphibien (Molch, Erdkröte, Grasfrosch). An Reptilien wurden Eidechse, Ringelnatter und Kreuzotter beobachtet. Die Zieher Zwergdommel, Flussuferläufer und Zwergtaucher rasten hier. | 214,54 ha |            |
| 1    |  | Untersberg-Vorland                            | LSG00063  | Salzburg-Umgebung                    | Großgmain, Wals-Siezenheim Standort         | auch ESG (FFH AT3227000/00017); angrenzend: LSG Untersberg (00051), MAB Berchtesgadener Land (Entwicklungzone) in Bayern | 193,18 ha |            |

| Foto:                    | Fotografie des Naturdenkmals. Klicken des Fotos erzeugt eine vergrößerte Ansicht. Daneben finden sich zwei Symbole: \| Weitere Bilder vorhanden \| Das Symbol bedeutet, dass weitere Fotos des Objekts verfügbar sind. Durch Klicken des Symbols werden sie angezeigt. \| \| Eigenes Foto hochladen \| Durch Klicken des Symbols können weitere Fotos des Objekts in das Medienarchiv Wikimedia Commons hochgeladen werden. \| |
| Name:                    | Bezeichnung des Naturdenkmals laut offiziellen Quellen |
| ID                       | Identifikator |
| Standort:                | Es ist die Gemeinde und falls vorhanden die Adresse angegeben. Darunter sind die Katastralgemeinde (KG) und die Grundstücksnummer angeführt. Durch Aufruf des Links Standort wird die Lage des Denkmals in verschiedenen Kartenprojekten angezeigt. |
| Beschreibung             | Kurze Beschreibung des Naturdenkmals |
| Fläche                   | Fläche des Naturdenkmals in Hektar (ha) |
| Datum                    | Datum oder Jahr der Unterschutzstellung |
| Weitere Bilder vorhanden | Das Symbol bedeutet, dass weitere Fotos des Objekts verfügbar sind. Durch Klicken des Symbols werden sie angezeigt. |
| Eigenes Foto hochladen   | Durch Klicken des Symbols können weitere Fotos des Objekts in das Medienarchiv Wikimedia Commons hochgeladen werden. |

## Nachweise und Anmerkungen
1. ↑  Lofer und St. Martin sind amtlich angegeben, doch ist das Teilstück nur in Saalfelden verortet
2. 1 2  Bundesamt für Naturschutz: Landschaftssteckbrief – 1600 Berchtesgadener Alpen, Letzte Änderung: 1. März 2012, online unter bfn.de
3. ↑  Zu „geomorphologische Einheit Berchtesgadener Talkessel“ siehe Planungsbüro Steinert, Landschafts + Ortsplanung (D-83236 Übersee): Markt Berchtesgaden – Flächennutzungsplan mit Landschaftsplanung (PDF; 0,3 MB) Kapitel: 2.6 Schutzgut Landschaft; Umweltberichte vom 6. März 2014 bis 6. März 2016, PDF S. 16 von 48 Seiten; zudem mehrfache Nutzung der Begriffe „Talkessel“ und „Talkesselgemeinden“ ab S. 3, online unter gemeinde.berchtesgaden.de
4. 1 2  
REK 2007 Deklaration „Geschützes Grünland“. Plannummer: 2.05 Grüngürtel für den Salzburger Ballungsraum – Bereich der Stadt. (Memento des Originals vom 8. Dezember 2015 im Internet Archive; PDF; 2,0 MB)  Info: Der Archivlink wurde automatisch eingesetzt und noch nicht geprüft. Bitte prüfe Original- und Archivlink gemäß Anleitung und entferne dann diesen Hinweis. beide Salzburg stadt-salzburg.at → Stadtplanung
5. ↑  Pflanzenschutzgebiet Untersberg im Naturschutzbuch des Landes Salzburg
6. ↑  Naturpark Untersberg im Naturschutzbuch des Landes Salzburg
7. Untersberg-Vorland – Europaschutzgebietsverordnung, Untersberg. Landschaftsschutzverordnung 1981, Pflanzenartenschutzverordnung. (PDF) Sbg LGBl 2007/59 ris.bka
8. ↑  Untersberg-Vorland – Europaschutzgebietsverordnung, Untersberg. Landschaftsschutzverordnung 1981, Pflanzenartenschutzverordnung. (PDF) Sbg LGBl 2007/59 ris.bka

- Karte mit allen Koordinaten:
- OSM |
- WikiMap